# 3979 Brorsen
3979 Brorsen (1983 VV1) là một tiểu hành tinh vành đai chính được Antonín Mrkos phát hiện ngày 8 tháng 11 năm 1983 tại Klet.